# فرانك مكارثي
فرانك مكارثي (بالإنجليزية: Frank McCarthy) هو رسام أمريكي، ولد في 30 مارس 1924 في نيويورك في الولايات المتحدة، وتوفي في 17 نوفمبر 2002 في سيدونا في الولايات المتحدة بسبب سرطان الرئة.